# Бялогард (гміна)
Гміна Бялогард (пол. Gmina Białogard) — сільська гміна у північно-західній Польщі. Належить до Бялогардського повіту Західнопоморського воєводства.
Станом на 31 грудня 2011 у гміні проживало 8015 осіб.

## Територія
Згідно з даними за 2007 рік площа гміни становила 327.93 км², у тому числі:
- орні землі: 56.00%
- ліси: 33.00%

Таким чином, площа гміни становить 38.79% площі повіту.

## Населення
Станом на 31 грудня 2011:
| Опис     | Загалом | Загалом | Чоловіки | Чоловіки | Жінки | Жінки |
| -------- | ------- | ------- | -------- | -------- | ----- | ----- |
| одиниця  | осіб    | %       | осіб     | %        | осіб  | %     |
| все      | 8015    | 100     | 4099     | 51.14    | 3916  | 48.86 |
| міське   | 0       | 100     | 0        |          | 0     |       |
| сільське | 8015    | 100     | 4099     | 51.14    | 3916  | 48.86 |

## Сусідні гміни
Гміна Бялогард межує з такими гмінами: Бесекеж, Бялогард, Карліно, Полчин-Здруй, Ромбіно, Свешино, Славобоже, Тихово.